# Hippolyte Mirande
Hippolyte Mirande (Lió, 1862 - [...?]? fou un compositor francès.
En acabar la carrera de Dret, es dirigí a París i allà estudià música amb Théodore Dubois, Ernest Guiraud i César Franck, sent nomenat el 1886, professor d'història de la música del Conservatori de Ginebra, càrrec que desenvolupà fins al 1892, passant llavors al Conservatori de la seva ciutat natal.
És autor de diverses obertures, del poema simfònic Conte de fées, de la llegenda per a cors i orquestra, La fée aux chansons, melodies, peces per a piano, un oratori, una simfonia, i l'òpera, La mort de Roland.